# Praga
Praga (cz. Prahaⓘ, niem. Prag), miasto stołeczne Praga (cz. hlavní město Praha) – stolica i największe miasto Czech, położone w zachodniej części kraju, w środkowej części krainy Czechy, nad Wełtawą. Jest miastem wydzielonym na prawach kraju, będąc jednocześnie stolicą kraju środkowoczeskiego.
Praga jest ośrodkiem administracyjnym, przemysłowym, handlowo-usługowym, akademickim, turystycznym i kulturalnym o znaczeniu międzynarodowym. Jest siedzibą większości czeskich urzędów centralnych (w tym parlamentu, prezydenta i rządu), związków wyznaniowych działających na terenie Czech, a także licznych firm, stowarzyszeń, organizacji i uczelni. Stanowi najważniejszy w skali kraju węzeł drogowy i kolejowy, posiada również międzynarodowy port lotniczy i sieć metra.
Dzisiejsza Praga powstała w 1784 r. z połączenia pięciu wcześniej samodzielnych, lecz powiązanych ze sobą organizmów, których początki sięgają średniowiecza: Starego Miasta, Nowego Miasta, Josefova, Małej Strany i Hradczan – siedziby władców czeskich. Od 1992 r. zabytkowe centrum miasta znajduje się na liście światowego dziedzictwa UNESCO. Ze względu na bogactwo atrakcji należy do najchętniej odwiedzanych miast Europy.
Według tradycji oryginalna czeska nazwa miasta Praha pochodzi od czeskiego słowa práh – próg i jest związana z księżniczką Libuszą. Etymologia nazwy miasta zbudowanego nad progiem lub jazem – rzecznym brodem pochodzi od historycznej nazwy przeprawy przez Wełtawę w okolicy dzisiejszego Mostu Karola.
Według danych z 1 stycznia 2024 r. liczba ludności miasta wynosiła 1 384 732 osób (1. miejsce w Czechach), natomiast powierzchnia – 496 km² (również 1. miejsce w Czechach). Praga oficjalnie podzielona jest na dziesięć obwodów, które z kolei dzielą się na dzielnice. Obszar metropolitalny Pragi liczy, według danych Eurostatu z 2004 r., 1 964 750 mieszkańców.

## Historia

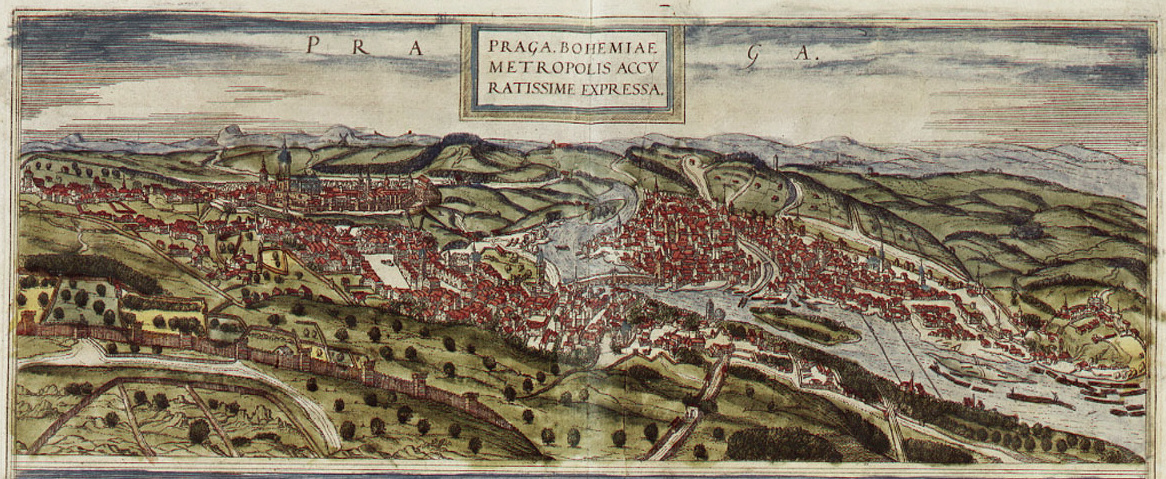
Praga w XVI w.

Pierwsze plemiona słowiańskie przybyły na te tereny ok. 500 roku n.e. Walki o dominację doprowadziły ok. 800 roku do władzy dynastię Przemyślidów, którzy założyli tu miasto. Wznieśli oni dwie warowne osady: Zamek Praski i Wyszehrad. Od 973 roku Praga była siedzibą pierwszego biskupstwa na tych terenach, podległego metropolii mogunckiej. Szczególny rozkwit miasto osiągnęło za rządów Karola IV. Założył on tu pierwszy w środkowej Europie uniwersytet – Carolinum, a Praga po założeniu Nowego Miasta w 1348 r. stała się największym miastem Europy na północ od Alp. W roku 1344 praskie biskupstwo zostało podniesione w hierarchii kościelnej do rangi arcybiskupstwa. W 1419 w mieście doszło do słynnej defenestracji katolików (wojny husyckie), zaś w 1618 roku podobne wydarzenie (wyrzucenie przez okno namiestników cesarza) stało się bezpośrednią przyczyną wojny trzydziestoletniej. W wyniku klęski czeskich protestantów na Białej Górze w 1620 Praga jako stolica Królestwa Czech i całej Korony Czeskiej utraciła swoje znaczenie i przez długie lata pozostawała w cieniu Wiednia. W tym też okresie społeczność niemieckojęzyczna odgrywała w mieście (niem. Prag) rolę dominującą, zaczęło się to zmieniać dopiero w XIX wieku, podczas czeskiego odrodzenia narodowego.
W 1741 roku Pragę zajęły wojska Saksonii, Bawarii i Francji. W 1744 r. podczas II wojny śląskiej Pragę po dwutygodniowym oblężeniu zdobyli Prusacy, jednak w 1745 roku w pokoju drezdeńskim Austria zdołała potwierdzić swoje panowanie nad Czechami. W dniu 6 maja 1757 roku podczas wojny siedmioletniej doszło do bitwy pod Pragą, w której zwycięstwo odnieśli Prusacy, którzy jednak nie zajęli miasta.
W 1784 r. w jedno miasto połączono pięć wcześniej samodzielnych, lecz powiązanych ze sobą organizmów: Stare Miasto, Nowe Miasto, Josefov, Małą Stranę i Hradczany. Reformy Józefa II przyniosły także zamknięcie połowy czynnych kościołów i kaplic oraz zmniejszenie liczby zakonów z 40 do 14. Spis ludności z 1847 r. wykazał, że na populację miasta składa się 66 046 Niemców i 36 687 Czechów.

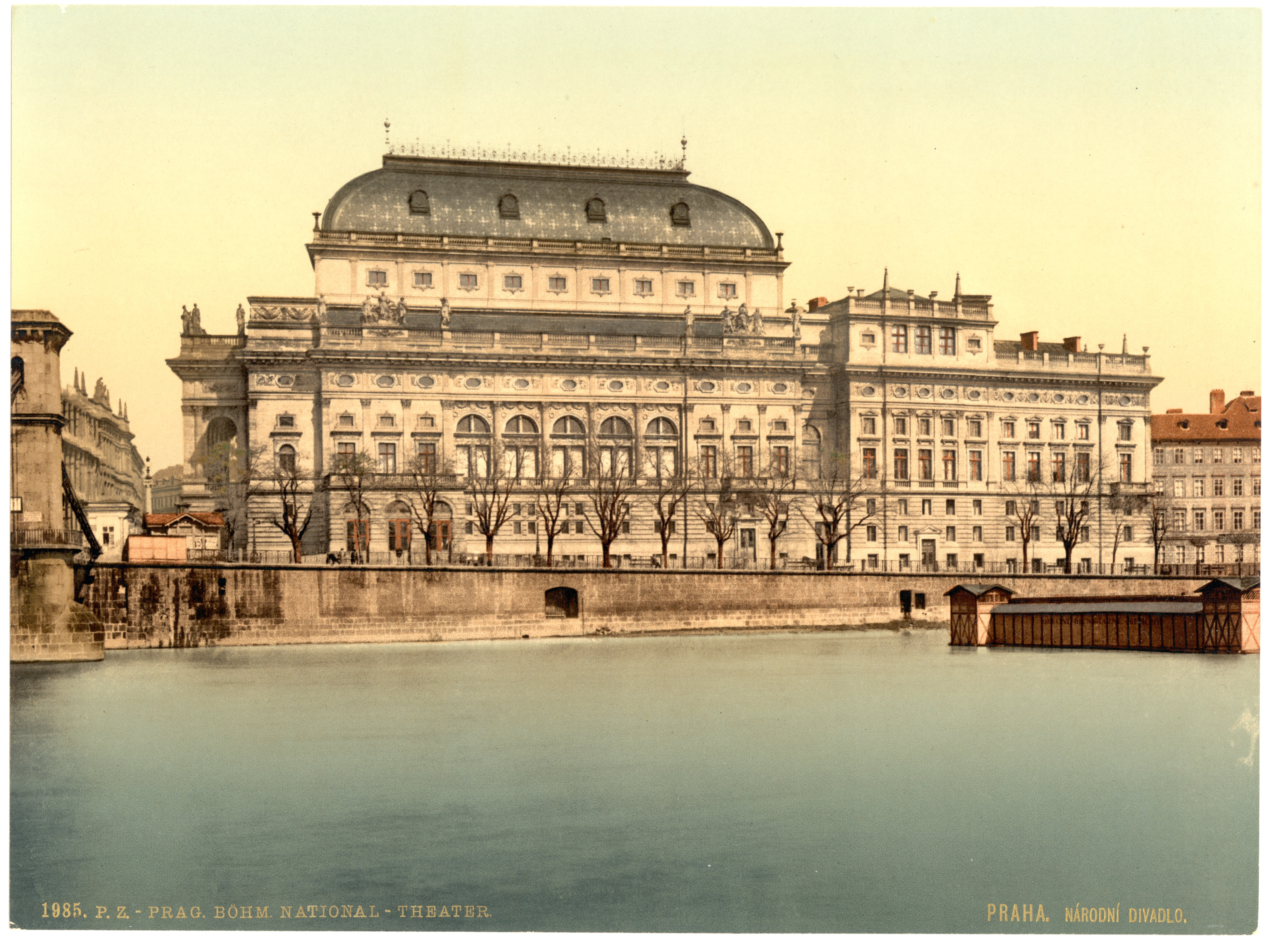
Teatr Narodowy w Pradze u schyłku XIX w.

W 1848 roku doszło do powstania (w czasie Wiosny Ludów). Do 1861 r. w mieście urzędował niemiecki burmistrz. Od tego czasu liczba czeskich mieszkańców gwałtownie wzrosła z powodu uprzemysłowienia przedmieść Pragi. Pod koniec XIX wieku wybudowano wiele reprezentacyjnych budynków; następowało powolne odzyskiwanie znaczącej pozycji miasta w monarchii Habsburgów. W tym czasie Praga była już dwujęzyczna, a Czesi i Niemcy funkcjonowali praktycznie równolegle (podwójne – czeskie i niemieckie – były uczelnie, teatry itp.). Na przełomie XIX i XX wieku w ramach asanacji praskiej dokonano całkowitej przebudowy Josefova i Podskalí, niszcząc przy tym wiele cennych historycznych obiektów. Podział Uniwersytetu Karola w Pradze na uniwersytet niemiecki i czeski był symbolem konfliktów etnicznych, które wstrząsały Pragą pod koniec XIX wieku. Na początku XX wieku Praga była miejscem, w którym tworzyło wielu niemieckojęzycznych twórców, takich jak Franz Kafka, Rainer Maria Rilke, Gustav Meyrink, Egon Erwin Kisch i Franz Werfel.
W 1918 Praga została stolicą nowo utworzonej Czechosłowacji. W latach 1939–1945 była stolicą Protektoratu Czech i Moraw. W wyniku operacji praskiej (1945) została wyzwolona przez Armię Czerwoną. W 1968 była główną areną praskiej wiosny. Po rozpadzie Czechosłowacji (1993) została stolicą Czech. Obecne motto Pragi to Praga Caput Rei Publicae (wcześniej do 1927: Praga caput regni, a w latach 1927–1991 Praga mater urbium – Praha matka měst).

## Zabytki i atrakcje turystyczne

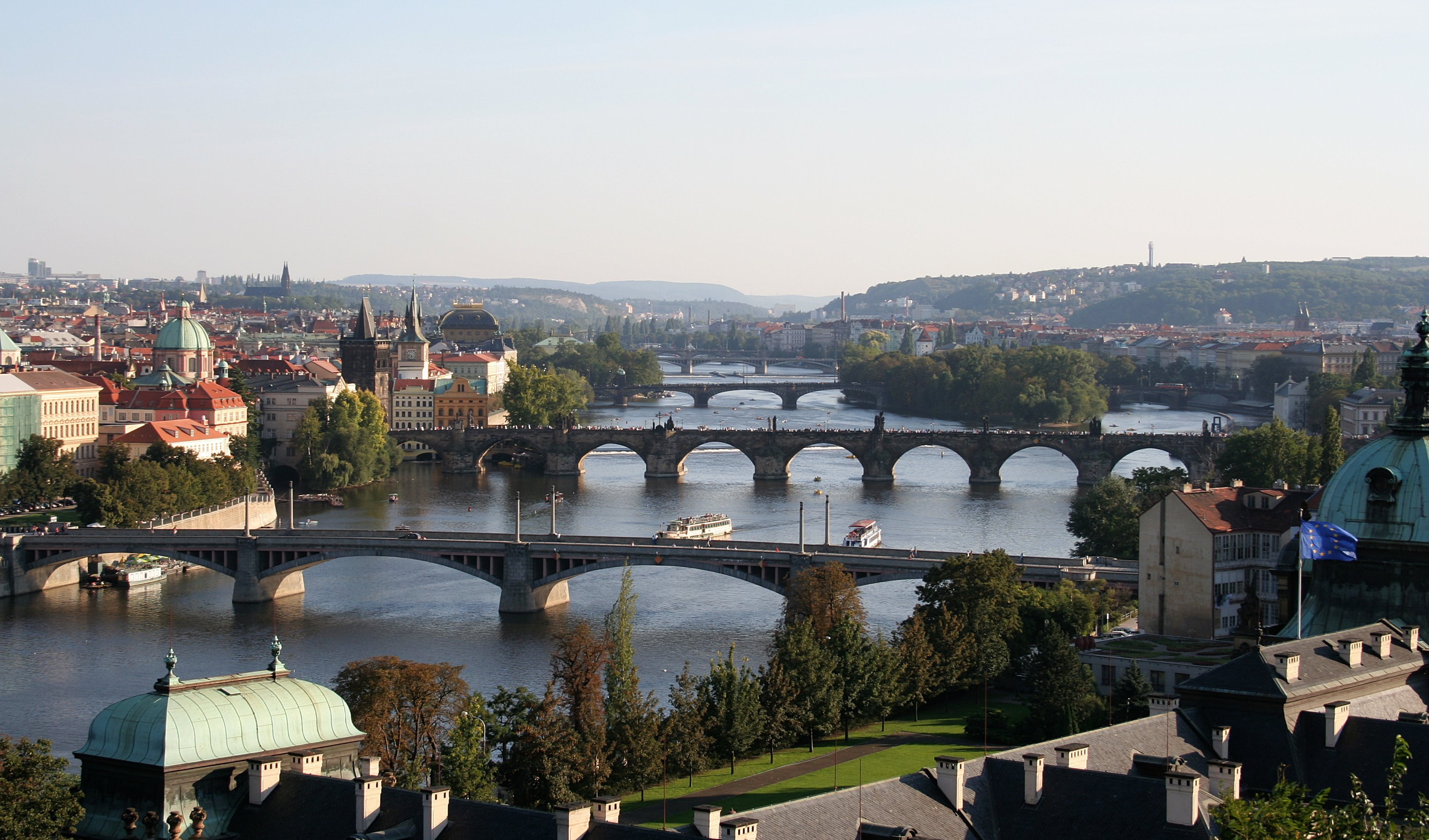
Widok na mosty w Pradze

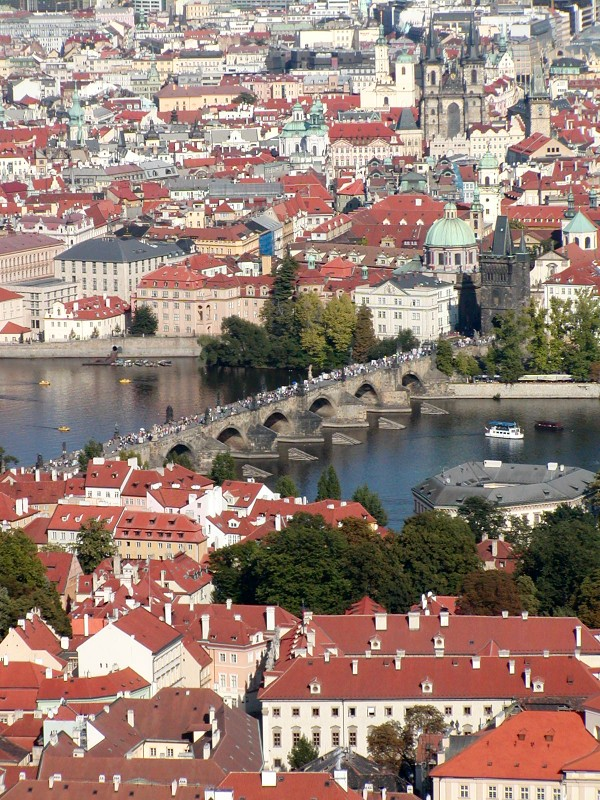
Widok na Małą Stranę, Most Karola i Stare Miasto

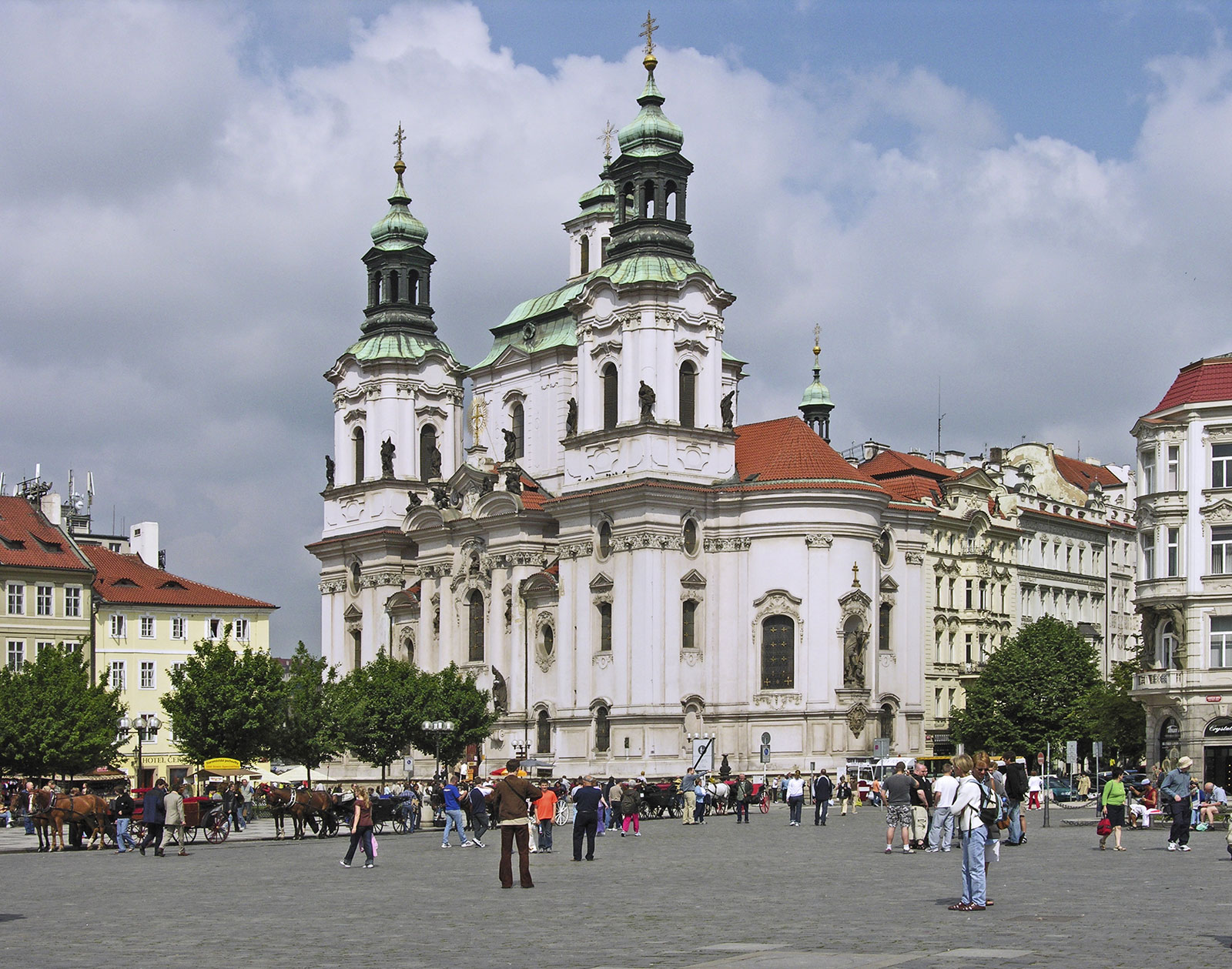
Rynek Starego Miasta z kościołem św. Mikołaja

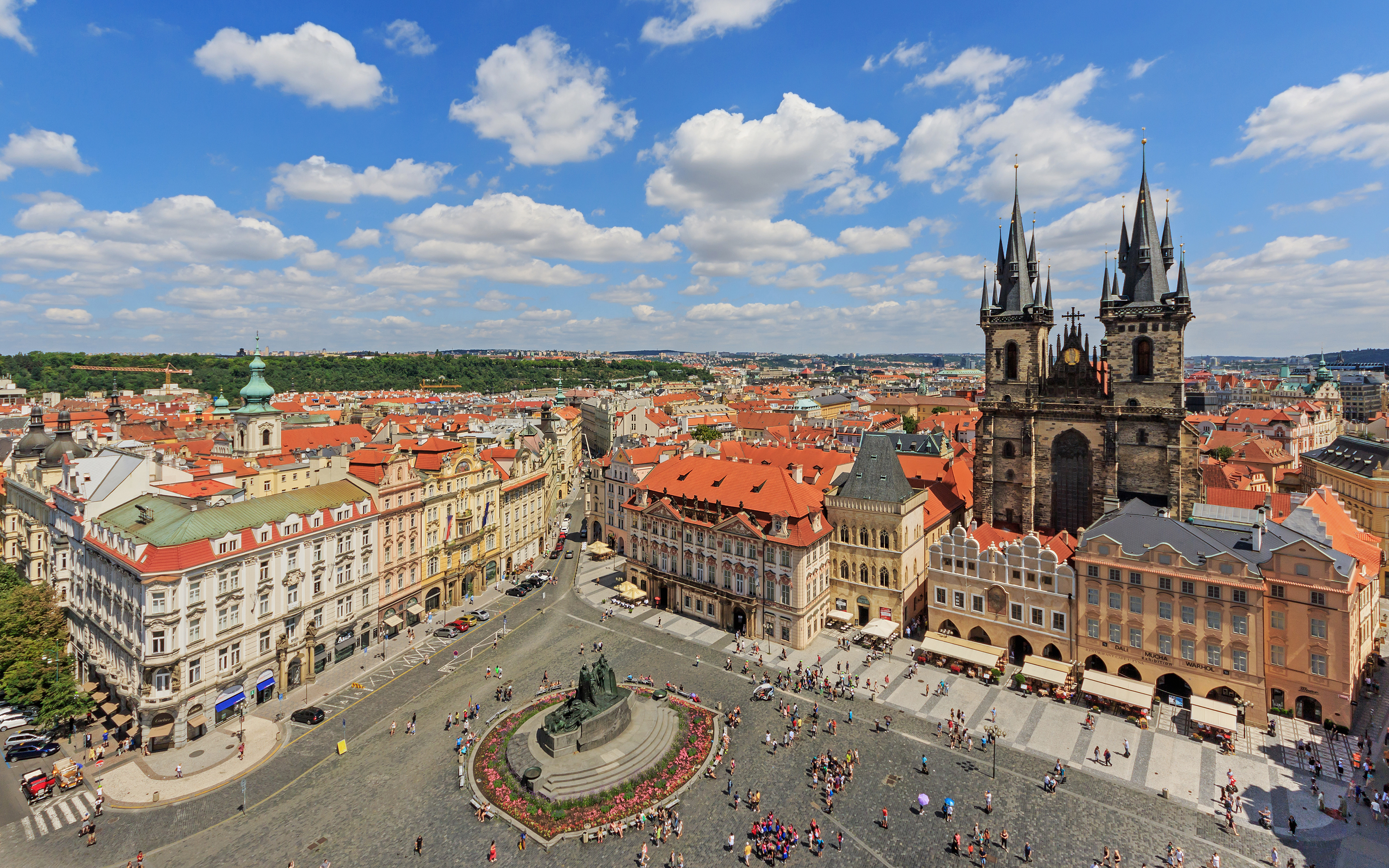
Rynek Starego Miasta widziany z wieży ratusza

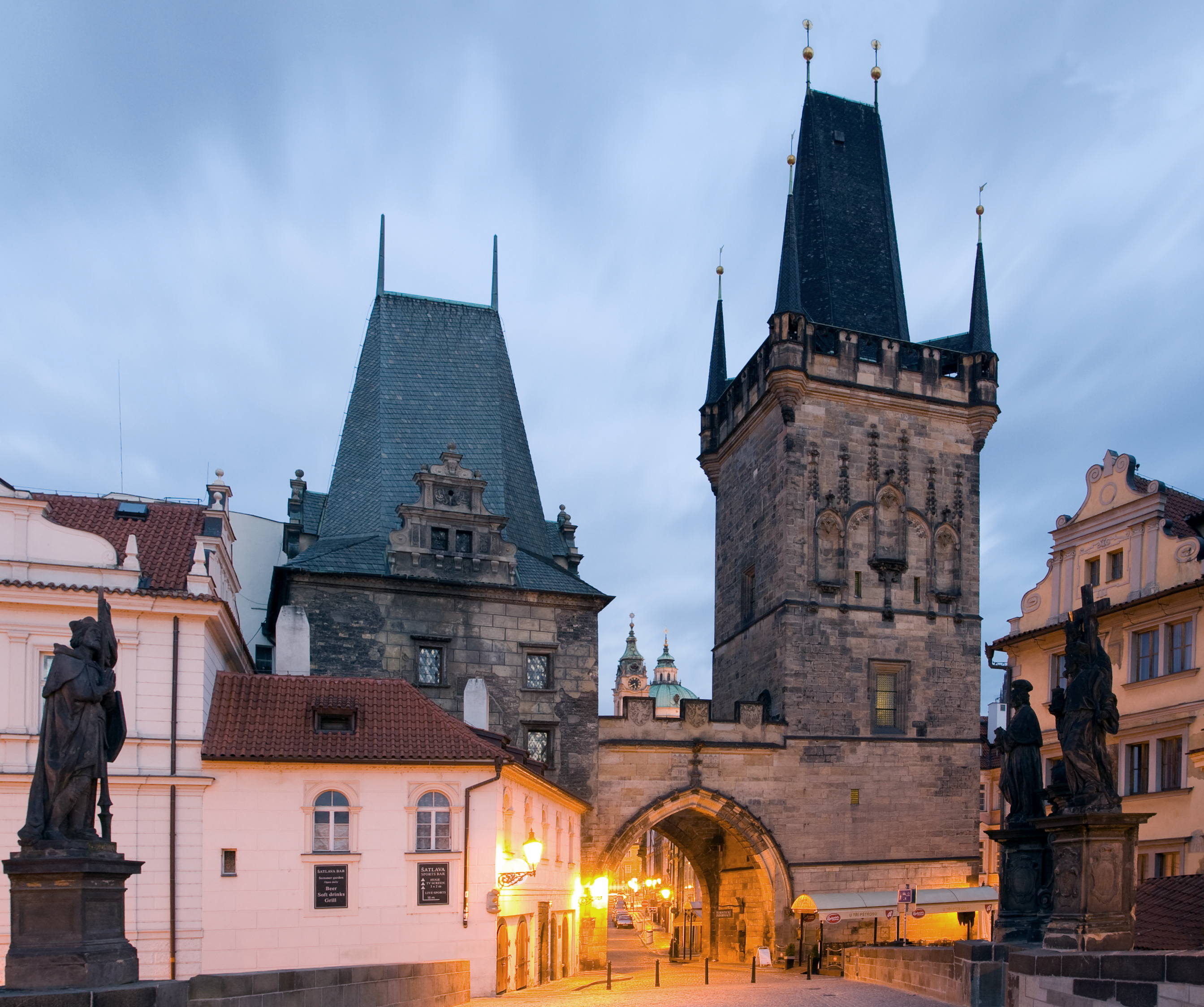
Most Karola w Pradze

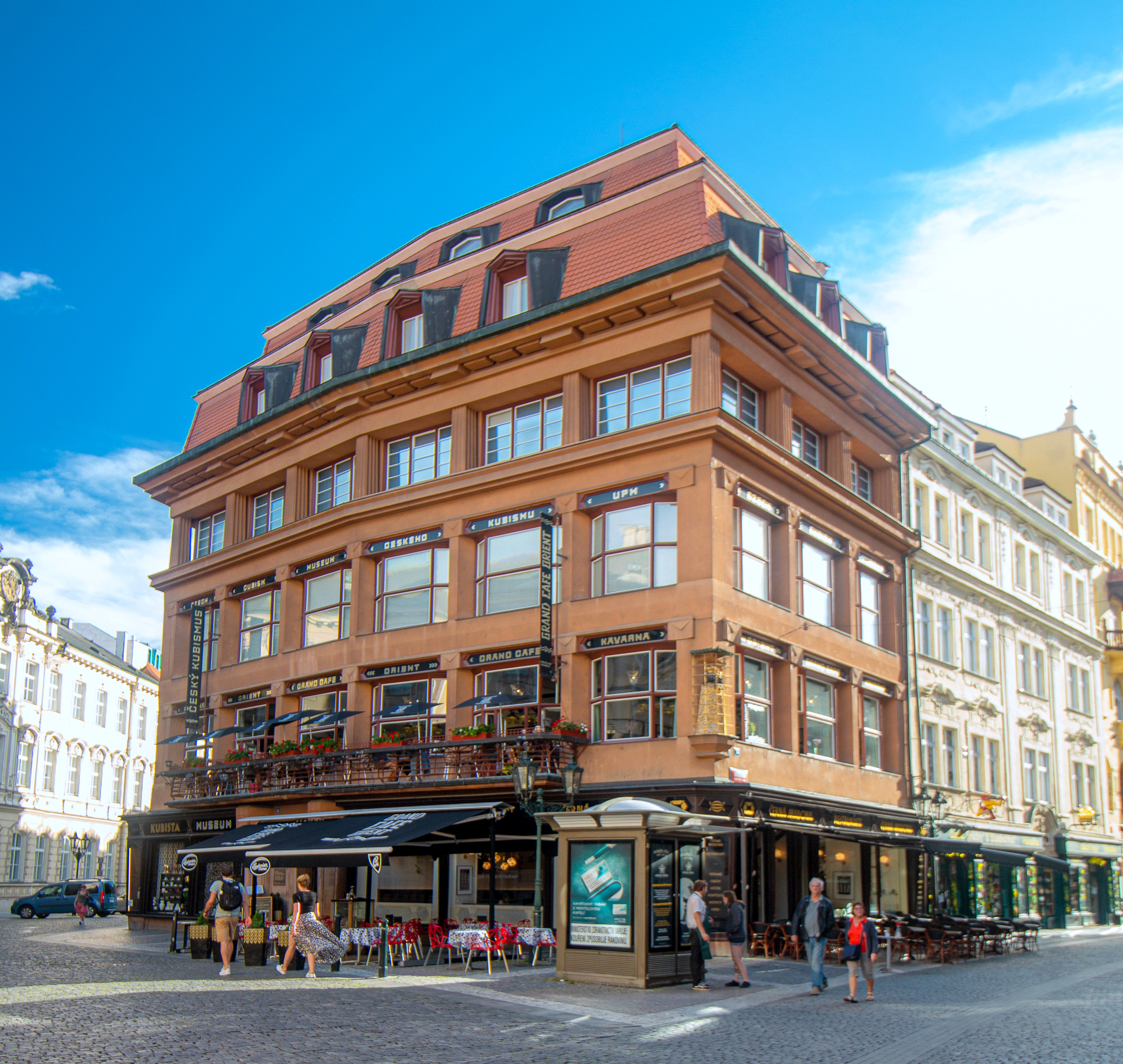
Dom Pod Czarną Matką Bożą (2020)

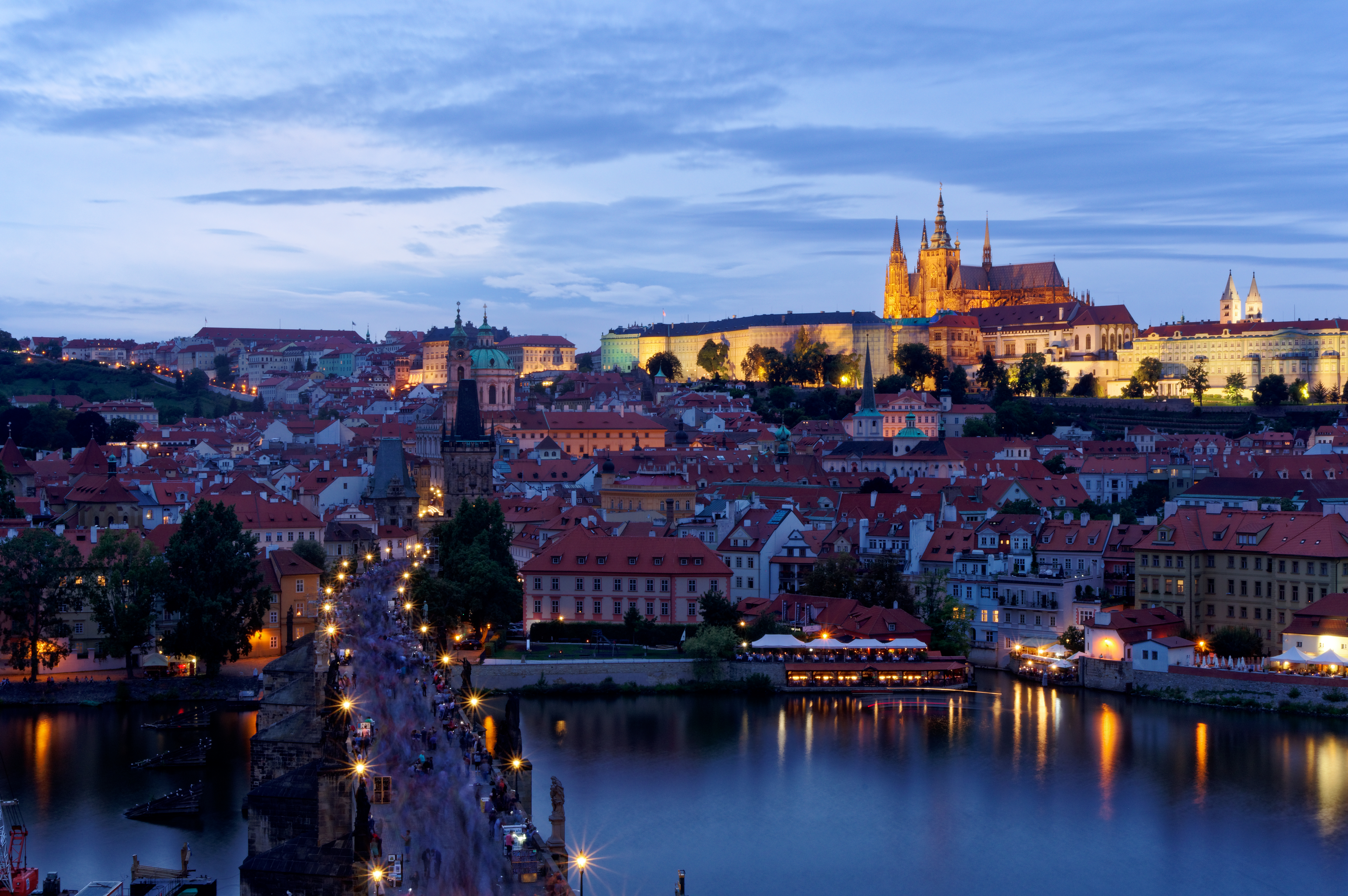
Widok na praski zamek nocą

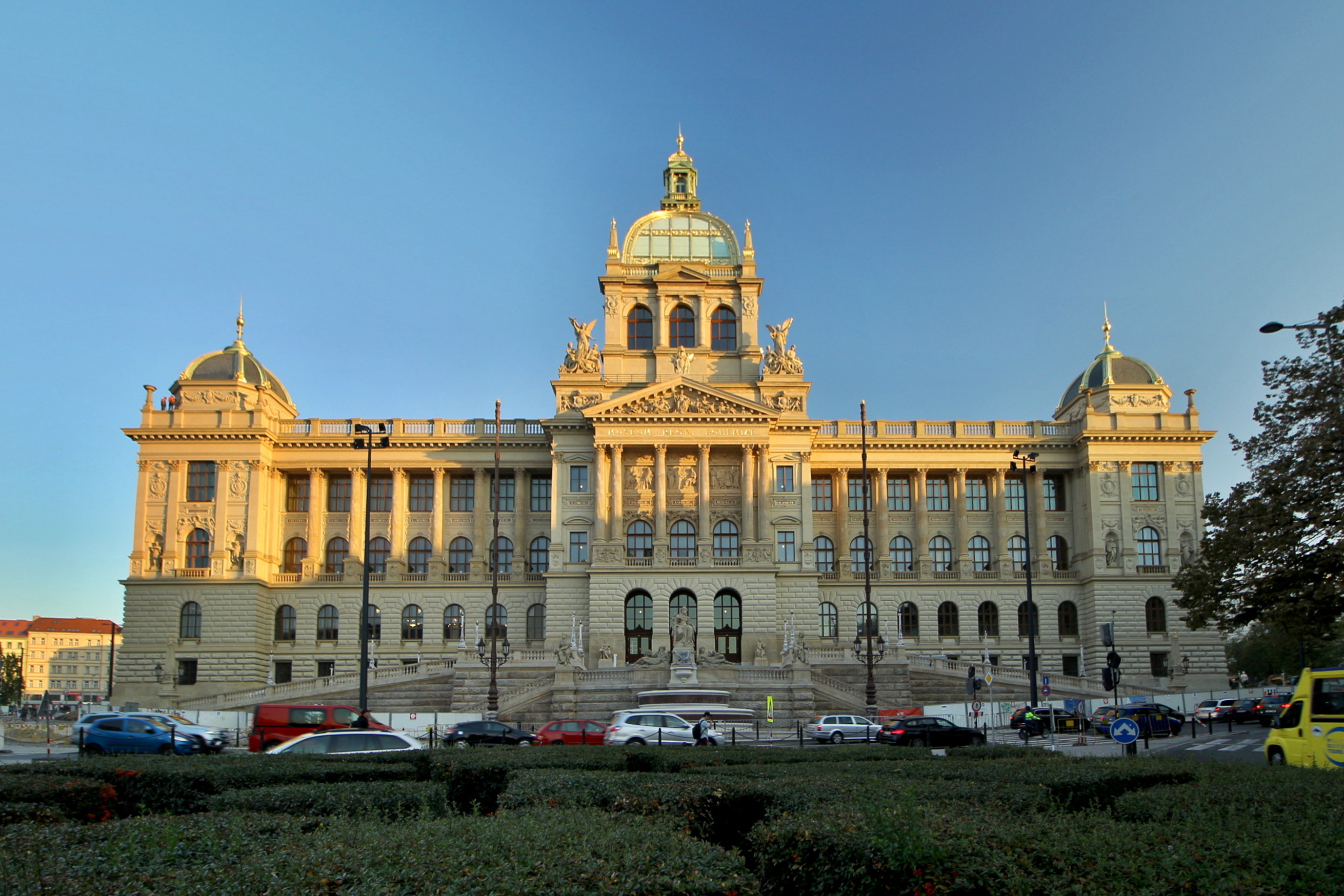
Muzeum Narodowe w Pradze na Placu Wacława

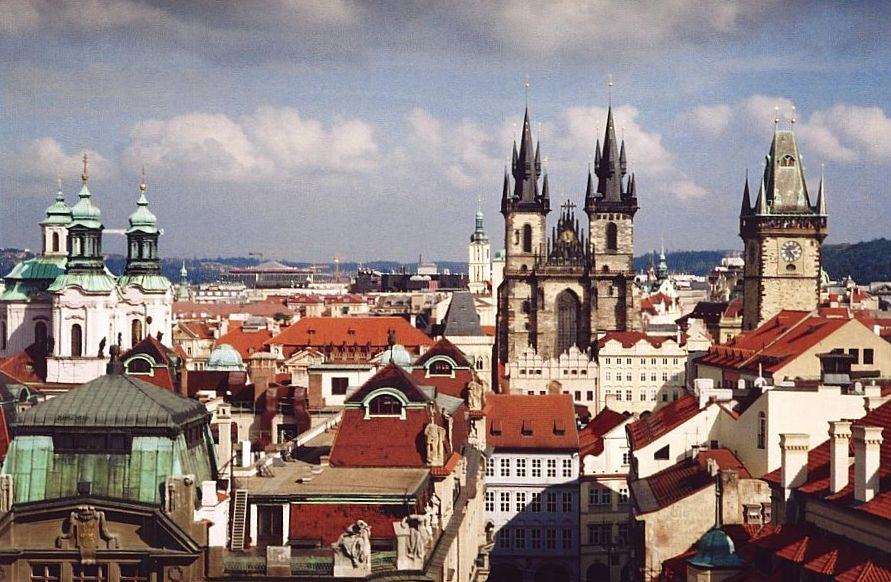
Widok na Stare Miasto z Klementinum

W 1992 zabytkowe centrum Pragi zostało wpisane na listę światowego dziedzictwa UNESCO. Praga jest uważana za jedno z najbardziej atrakcyjnych miast Europy – z tego względu corocznie odwiedzają ją rzesze turystów. W mieście znajduje się ponad 20 muzeów i prawie 100 galerii. Niektórymi z atrakcji turystycznych są:
- Hradczany z zamkiem oraz gotycką katedrą św. Wita, św. Wacława i św. Wojciecha (św. Adalberta),
- Złota Uliczka,
- Malá Strana – pełna kościołów, pałaców i ogrodów oraz urokliwych uliczek,
- barokowy kościół św. Mikołaja z XVIII wieku na Malostranské náměstí,
- Loreta,
- Stare Miasto na prawym brzegu Wełtawy,
- Ratusz Staromiejski (XIV wiek) ze słynnym zegarem astronomicznym Orloj na Staroměstské náměstí,
- Týnský Chrám – Kościół Marii Panny przed Tynem, kiedyś centrum husytyzmu,
- Ratusz Nowomiejski (XV wiek),
- różne miejsca powiązane z Franzem Kafką,
- Most Karola,
- Ściana Johna Lennona,
- dzielnica żydowska Josefov,
- Wzgórze Wyszehrad,
- Wzgórze Petřín,
- Praski metronom,
- Miejski Dom Reprezentacyjny,
- Muzeum Narodowe w Pradze,
- wieża telewizyjna z platformą widokową, w dzielnicy Žižkov,
- Galeria Narodowa Sztuki Europejskiej (kolekcje malarstwa europejskiego),
- Galeria Narodowa w Pradze,
- liczne zabytkowe piwiarnie np. U Fleků, U Kocoura czy U sv. Tomaše,
- „Tańczący dom” nad Wełtawą,
- Teatr Narodowy w Pradze,
- Stadion Strahov,
- synagogi Pragi,
- ogród zoologiczny,
- ogrody botaniczne,
- Brama Prochowa,
- Dworzec Główny,
- Dworzec Masaryka,
- Willa Müllerów w Pradze – arcydzieło modernizmu z 1930,
- Dom towarowy Brandejs.

## Znane dzielnice
- Holešovice
- Hradčany
- Josefov
- Karlín
- Libeň
- Malá Strana
- Nové Město
- Nusle
- Smíchov
- Staré Město
- Vinohrady
- Vršovice
- Vyšehrad
- Zbraslav
- Žižkov

## Uczelnie
- Uniwersytet Karola
- Akademia Sztuk Scenicznych w Pradze
  - Wydział Filmowy i Telewizyjny
  - Wydział Teatralny

## Kościoły
- Bazylika św. Piotra i Pawła,
- Klementinum,
- Kościół husycki,
- Kościół Narodzenia,
- Kościół Zbawiciela,
- Loreta,
- Kościół Marii Panny przed Tynem,
- Kościół Marii Panny,
- Kościół Matki Boskiej Nieustającej Pomocy,
- Kościół Matki Boskiej Zwycięskiej,
- Kościół Matki Bożej Śnieżnej,
- Kościół Panny Marii Anielskiej,
- Kościół Panny Marii Pod Łańcuchem,
- Kościół św. Barbary,
- Kościół św. Castulusa,
- Kościół św. Cyryla i Metodego,
- Kościół św. Ducha,
- Kościół św. Franciszka,
- Kościół św. Gawła,
- Kościół św. Idziego,
- Kościół św. Ignacego,
- Kościół św. Jakuba,
- Kościół św. Jana na Skałce,
- Kościół św. Jerzego,
- Kościół św. Józefa,
- Kościół św. Krzyża,
- Kościół św. Małgorzaty,
- Kościół św. Marcina w Murze,
- Kościół św. Mikołaja na Malej Stranie,
- Kościół św. Mikołaja na Starym Mieście,
- Kościół św. Rocha,
- Kościół św. Tomasza,
- Kościół św. Trójcy,
- Kościół św. Włodzimierza,
- Rotunda św. Marcina.

## Sport
| Nazwa klubu     | Dyscyplina      | Liga/rozgrywki       | Data powstania | Obiekt                  |
| --------------- | --------------- | -------------------- | -------------- | ----------------------- |
| Bohemians 1905  | piłka nożna     | Gambrinus Liga       | 1905           | Ďolíček                 |
| Bohemians Praha | piłka nożna     | Česká fotbalová liga | 1996           | Stadion Viktorii Žižkov |
| ČZU Praha       | piłka siatkowa  | Extraliga            | 1996           | Lužiny                  |
| Dukla Praga     | piłka nożna     | Gambrinus Liga       | 1948           | Na Julisce              |
| Iuridica Praga  | rugby           | I liga               | 1955           |                         |
| Olymp Praga     | żużel           | Czeska liga żużlowa  |                |                         |
| PVK Olymp Praga | piłka siatkowa  | Extraliga            | 1957           |                         |
| RK Petrovice    | rugby           | Ekstraliga           | 1944           |                         |
| Praga Rugby     | rugby           | Ekstraliga           | 1944           |                         |
| Slavia Praga    | hokej na lodzie | Ekstraliga           | 1900           | O2 Arena                |
| Slavia Praga    | piłka nożna     | Gambrinus Liga       | 1892/1896      | Eden Aréna              |
| Slavia Praga    | rugby           | Ekstraliga           | 1927           | Hřiště v Edenu          |
| Sparta Praga    | hokej na lodzie | Ekstraliga           | 1903           | Tesla Arena             |
| Sparta Praga    | piłka nożna     | Gambrinus Liga       | 1893           | Generali Arena          |
| Sparta Praga    | rugby           | Ekstraliga           | 1928           | Podvinný mlýn           |
| Tatra Smíchov   | rugby           | Ekstraliga           | 1958           |                         |
| Viktoria Žižkov | piłka nożna     | Gambrinus Liga       | 1903           | Stadion Viktorii Žižkov |

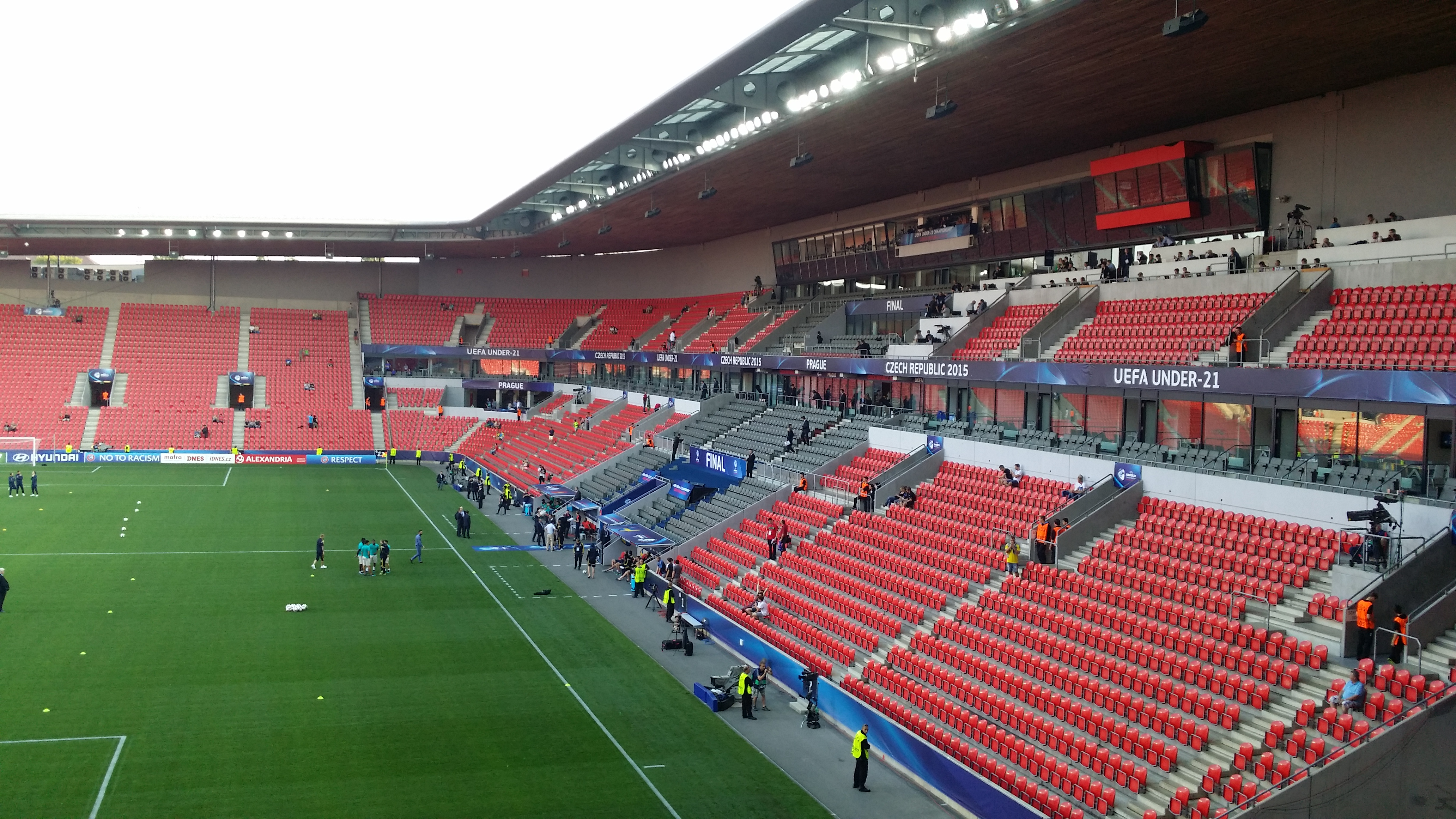
Stadion Eden Aréna

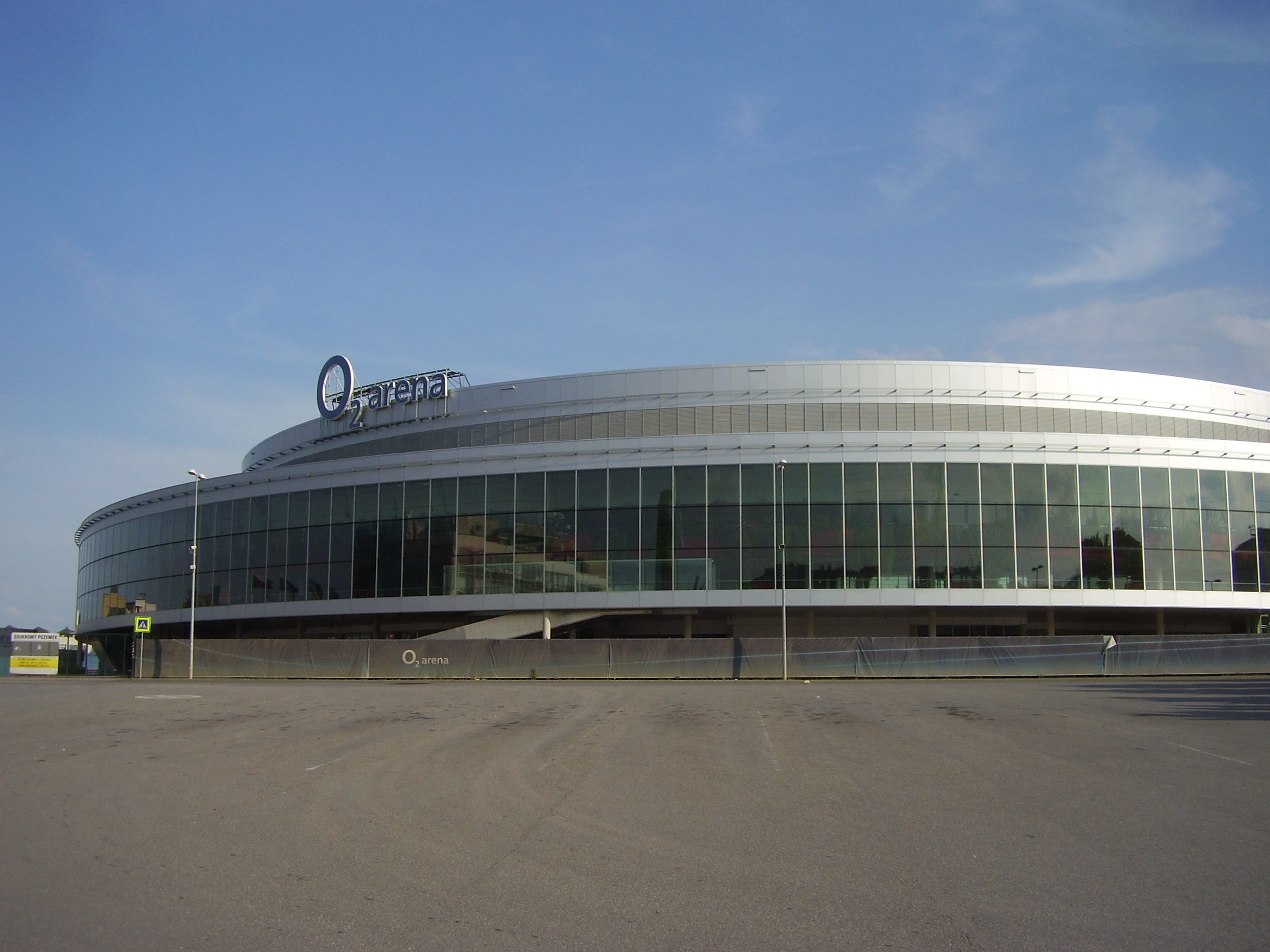
Hala widowiskowo-sportowa O2 Arena

W Pradze, w latach 1992–1998 i 2005–2010, rozgrywany był kobiecy turniej tenisowy, ECM Prague Open.

## Urodzeni w Pradze
- Jaroslav Hašek – pisarz

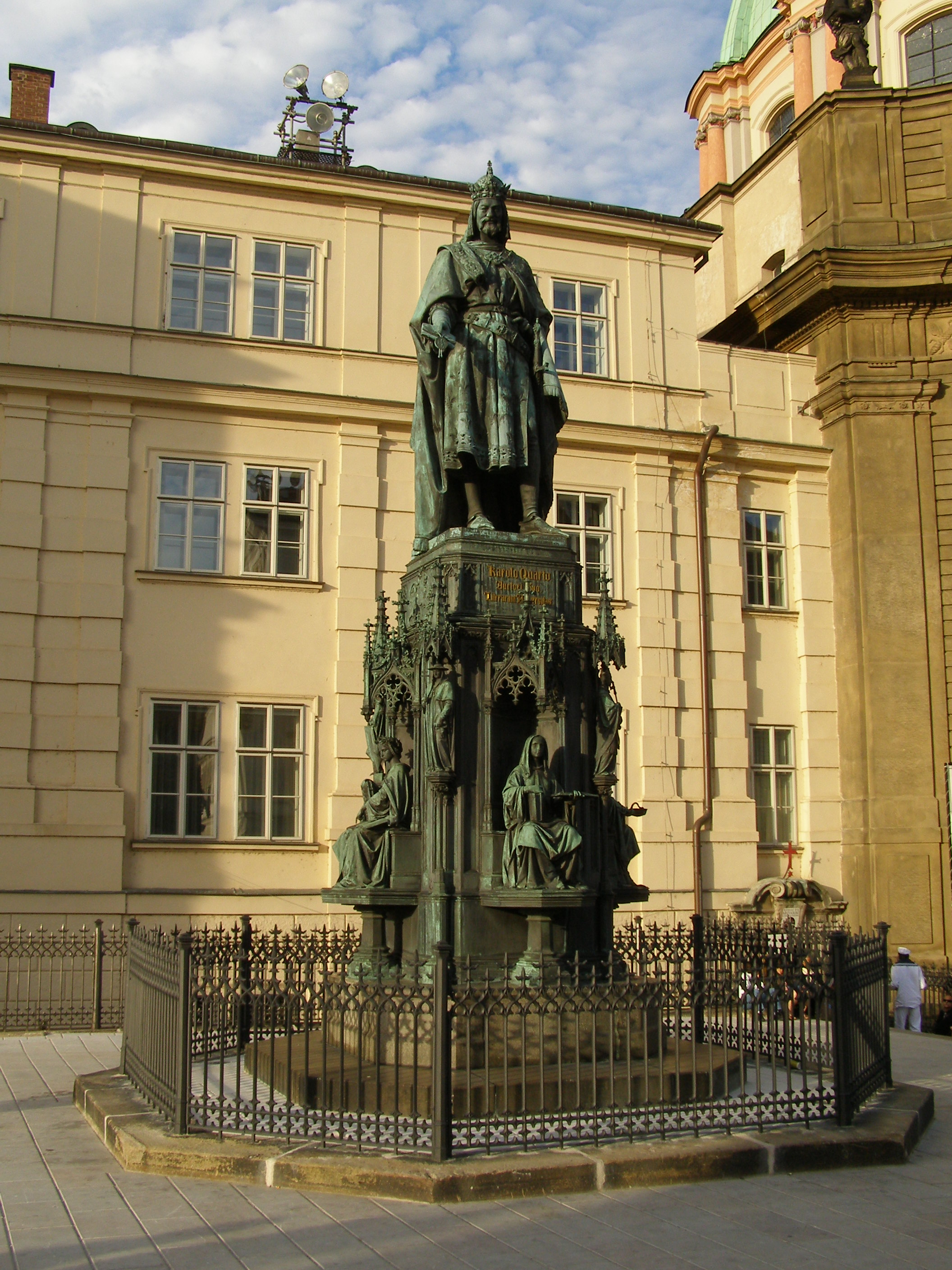
Pomnik króla czeskiego Karola Luksemburskiego

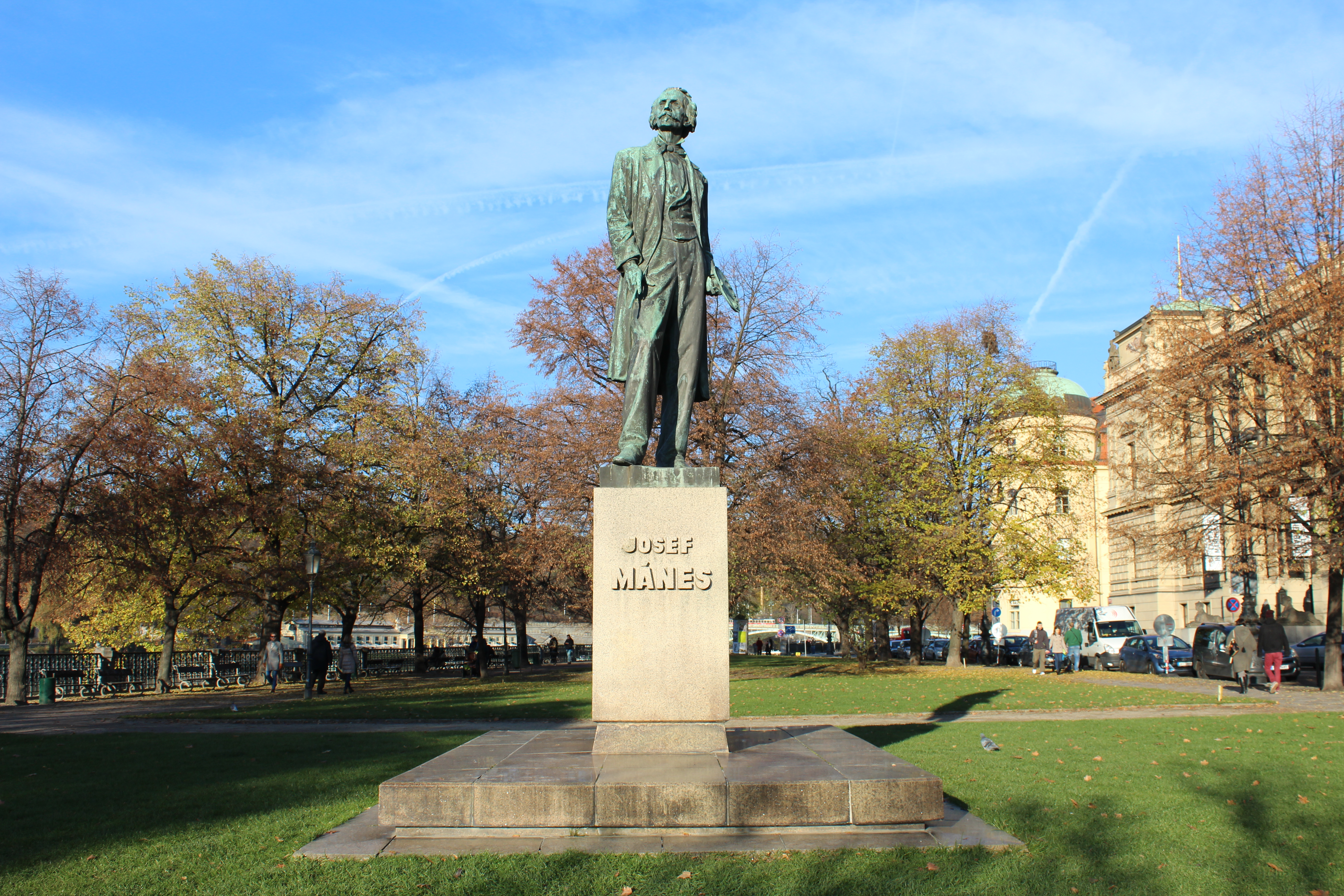
Pomnik Josefa Mánesa

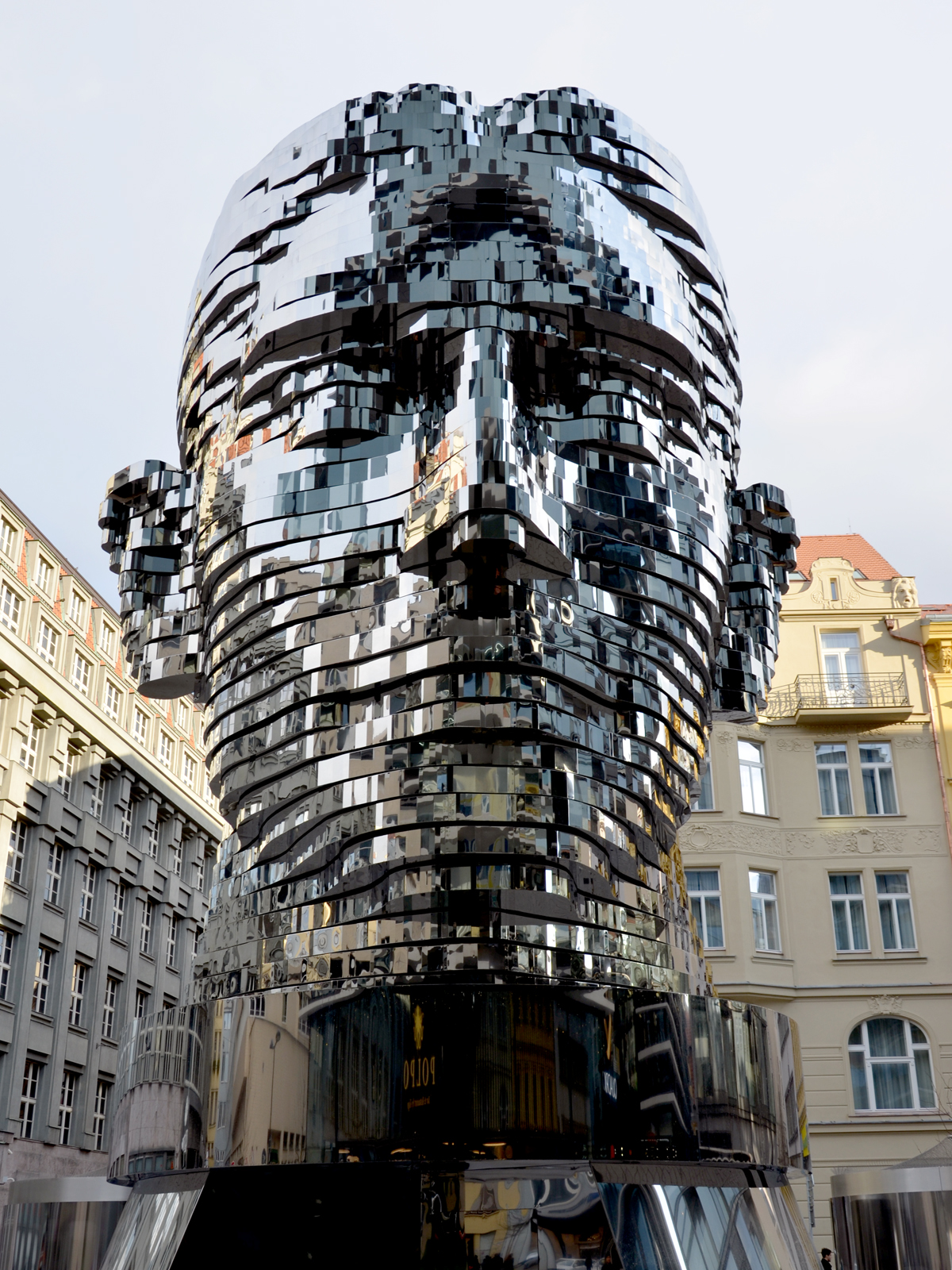
Pomnik przedstawiający ruchomą Głowa Franza Kafki

- Václav Havel – pisarz, prezydent Czech
- Franz Kafka – niemieckojęzyczny pisarz żydowskiego pochodzenia
- Václav Klaus – prezydent i premier Czech
- Hynek Klimek – pisarz
- Eva Klímková – modelka
- Karol IV Luksemburski – cesarz niemiecki, król Czech
- Josef Mánes – malarz
- Leopold von Mildenstein – oficer SS
- Madeleine Albright – sekretarz stanu Stanów Zjednoczonych
- Martina Navrátilová – tenisistka
- Jan Svatopluk Presl – czeski przyrodnik
- Helena Suková – tenisistka
- Helena Vondráčková – piosenkarka
- Wacław II – król Czech z dynastii Przemyślidów
- Wacław III – król Czech i Węgier

## Miasta partnerskie
| Oficjalne: - Bamberg, Niemcy - Barcelona, Hiszpania - Berlin, Niemcy - Bilbao, Hiszpania - Bruksela, Belgia - Buenos Aires, Argentyna - Chicago, Stany Zjednoczone - Frankfurt nad Menem, Niemcy - Hamburg, Niemcy - Jasło, Polska - Kioto, Japonia - Moskwa, Rosja - Nîmes, Francja - Norymberga, Niemcy - Paryż, Francja - Phoenix, Stany Zjednoczone - Petersburg, Rosja - Tajpej, Republika Chińska | Nieoficjalne: - Birmingham, Wielka Brytania - Bratysława, Słowacja - Budapeszt, Węgry - Cali, Kolumbia - Helsinki, Finlandia - Jerozolima, Izrael - Kopenhaga, Dania - Lizbona, Portugalia - Luksemburg, Luksemburg - Rotterdam, Holandia - Ryga, Łotwa - Wiedeń, Austria - Wilno, Litwa |